# La ora cinci după-amiaza (film din 1961)
La ora cinci după-amiaza (titlul original: în spaniolă A las cinco de la tarde) este un film dramatic spaniol, realizat în 1961 de regizorul Juan Antonio Bardem, bazat pe piesa „La cornada”, de Alfonso Sastre. Protagoniștii filmului sunt actorii Francisco Rabal, Núria Espert, Germán Cobos și Enrique Diosdado. 

## Rezumat
Ca în fiecare duminică, la cinci după-amiaza, lumea așteaptă corida. Totuși, spre deosebire de restul coridelor, aceasta va fi crucială pentru doi toreadori care au fost dușmani de multă vreme. Unul este deja în ultimele lui zile de glorie, în timp ce celălalt abia își începe cariera. Filmul critică lumea luptei cu tauri prin poveștile personale ale protagoniștilor săi.

## Distribuție
- Francisco Rabal – Juan Reyes
- Enrique Diosdado – Manuel Marcos
- Núria Espert – Gabriela
- Germán Cobos – José Álvarez
- Julia Gutiérrez Caba – María
- Manuel Zarzo – Paco
- Vicente Ros – Rafael Pastor
- Rafael Alcántara – un însoțitor
- Ramsay Ames – americana
- Manuel Arbó – chelnerul bătrân
- Matilde Artero – șeful serviciilor
- Joaquín Bergía – un polițist
- José Calvo – un prieten
- Faustino Cornejo – un prieten
- Rafael Cortés – un amator